# Bahnhof Seesen

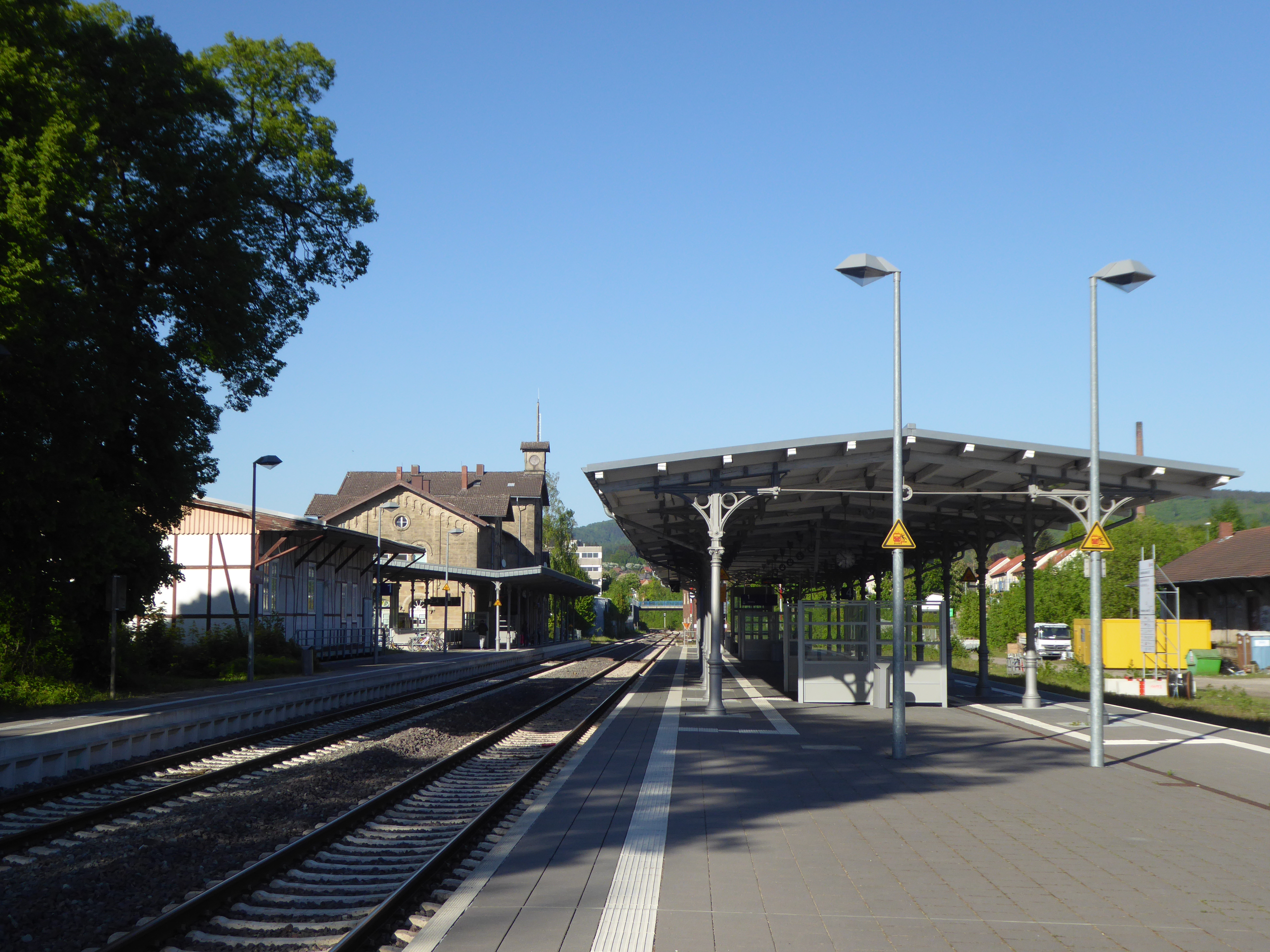
Bahnsteige im Bahnhof Seesen, Blick nach Norden

Der Bahnhof Seesen ist der größte Bahnhof in der Stadt Seesen. 

## Anlagen
Er verfügt über drei Bahnsteigkanten mit einer Länge von jeweils 140 Metern bei einer Höhe von 55 Zentimetern. Der Bahnhof wurde im Rahmen des Projekts „Niedersachsen ist am Zug II“ für rund 2,6 Millionen Euro barrierefrei ausgebaut: Es wurden Aufzüge am Hausbahnsteig 1 und auf dem Mittelbahnsteig mit den Gleisen 2 und 4 installiert. Auf jedem Bahnsteig befindet sich ein Dynamischer Schriftanzeiger, der über Verspätungen und andere Fahrplanabweichungen informiert. Der alte Güterbahnhof in Seesen wird nicht mehr genutzt und verfällt. Die nicht mehr benötigten Gleisanlagen für den Güterverkehr wurden bis 2013 entfernt. Das Gleis 3 des Personenbahnhofes wurde ebenfalls bereits zurückgebaut.
Der Bahnhof wurde Ende 2018 an das Digitale Stellwerk (DSTW) in Göttingen angeschlossen. Am 26. Oktober 2020 erfolgte die Anbindung des Bahnhofs Münchehof (Harz) an das DSTW.

## Bahnhofsgebäude

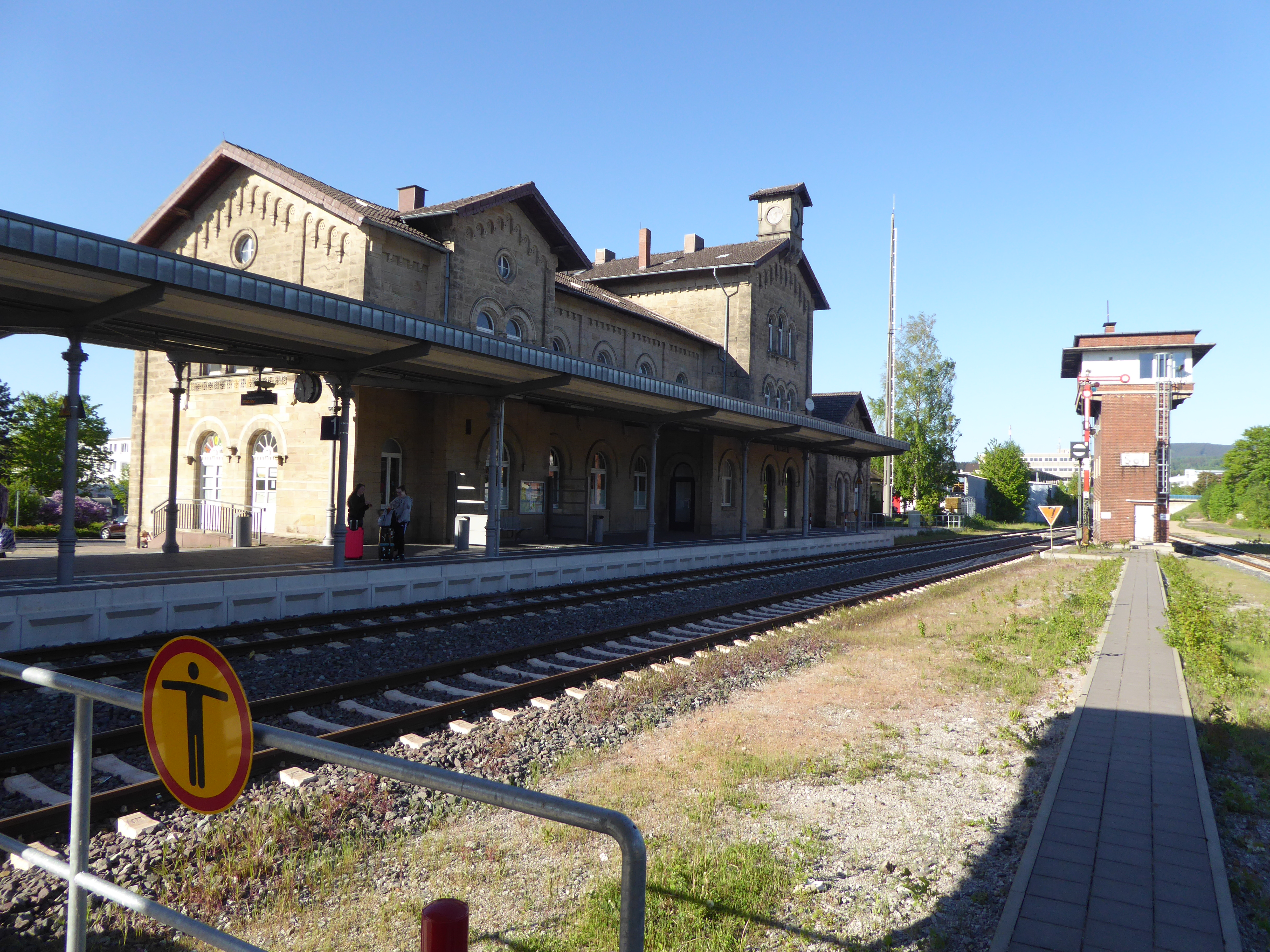
Stellwerk und Empfangsgebäude im Bahnhof Seesen, Blick vom Inselbahnsteig nach Norden

Das Bahnhofsgebäude des Seesener Bahnhofs wird nur noch eingeschränkt genutzt und befindet sich in Privatbesitz. Neben der Wartehalle ist auch eine DB-Reiseagentur im Bahnhofshaus untergebracht. Die Lebenshilfe hat Räumlichkeiten für eine Hausaufgabenbetreuung angemietet. Nach einer kompletten Modernisierung der Räumlichkeiten wird das alte Bahnhofsgebäude von einem Intensivpflegedienst genutzt und ist nun barrierefrei.

## Bahnstrecken
Der Bahnhof liegt an den Bahnstrecken Herzberg–Seesen und Bahnstrecke Börßum–Kreiensen und fungiert somit als Trennungsbahnhof. Die Bahnstrecke Seesen–Derneburg wurde zum 1. Januar 1996 stillgelegt und teilweise zurückgebaut.

## Landesbahnhof
Die von der Braunschweigischen Landes-Eisenbahn-Gesellschaft erbaute Strecke Derneburg–Seesen endete ursprünglich in einem eigenen Bahnhof östlich des Staatsbahnhofes, zwischen der Bismarckstraße und der Lautenthaler Straße (Straße An der Landesbahn).
Es gab ein Empfangsgebäude mit Bahnsteiggleis, an dessen Ende sich eine Drehscheibe befand, einen Lokschuppen, eine Laderampe und eine Güterabfertigung. Aufgrund der beengten Platzverhältnisse gab es nordwestlich der Lautenthaler Straße weitere Lade- und Abstellgleise. In Höhe der Unterführung Lautenthaler Straße kreuzte ein Gleis der Landesbahn die Staatsbahnstrecke signalgesichert höhengleich und fächerte sich in drei Übergabegleise südlich der Staatsbahngleise auf. Hier wurden die Güterwagen übergeben. Nach Verstaatlichung der Landesbahn 1938 benutzten ab 1945 auch die Personenzüge diese Kreuzung, um in den Staatsbahnhof einzufahren. Der Landesbahnhof wurde weiterhin als Güterabfertigung genutzt. Gleise und Gebäude wurden ab Ende der 1960er-Jahre entfernt und abgerissen. 1998 wurden die von diesem Bahnhofsteil abgehenden Anschlüsse letztmals bedient.

## Verbindungen
| Linie                    | Strecke                                                                                                 | Taktfrequenz    | EVU           |
| ------------------------ | --- | --------------- | ------------- |
| RB 46                    | Herzberg (Harz) – Münchehof (Harz) – Seesen – Salzgitter-Ringelheim – Salzgitter-Bad – Braunschweig Hbf | Stundentakt     | DB Regio Nord |
| RB 82                    | Göttingen – Northeim – Kreiensen – Seesen – Langelsheim – Goslar – Bad Harzburg                         | Zweistundentakt | DB Regio Nord |
| RB 82                    | Kreiensen – Seesen – Langelsheim – Goslar – Bad Harzburg                                                | Zweistundentakt | DB Regio Nord |
| Stand: 11. Dezember 2022 | |                 |               |

## Nächste Stationen
- Richtung Herzberg (Harz): Münchehof (Harz)
- Richtung Braunschweig Hauptbahnhof: Salzgitter-Ringelheim
- Richtung Göttingen: Bad Gandersheim
- Richtung Bad Harzburg: Langelsheim